# Promozione Marche 1980-1981
Nella stagione 1980-1981 la Promozione era sesto livello del calcio italiano (il massimo livello regionale). Qui vi sono le statistiche relative al campionato in Marche.
Il campionato è strutturato in vari gironi all'italiana su base regionale, gestiti dai Comitati Regionali di competenza. Promozioni alla categoria superiore e retrocessioni in quella inferiore non erano sempre omogenee; erano quantificate all'inizio del campionato dal Comitato Regionale secondo le direttive stabilite dalla Lega Nazionale Dilettanti, ma flessibili, in relazione al numero delle società retrocesse dal Campionato Interregionale e perciò, a seconda delle varie situazioni regionali, la fine del campionato poteva avere degli spareggi sia di promozione che di retrocessione.

## Girone A

### Classifica finale
|  | Pos. | Squadra                                                 | Pt | G  | V  | N  | P  | GF | GS | DR  |
|  | ---- | ------------------------------------------------------- | -- | -- | -- | -- | -- | -- | -- | --- |
|  | 1.   | U.S. Vadese, S.Angelo in Vado                           | 47 | 30 | 19 | 9  | 2  | 65 | 20 | +45 |
|  | 2.   | S.S. Durantina, Urbania                                 | 43 | 30 | 17 | 9  | 4  | 37 | 15 | +22 |
|  | 3.   | Fabriano Calcio Spa, Fabriano                           | 42 | 30 | 13 | 16 | 1  | 43 | 18 | +25 |
|  | 4.   | A.S. Biagio Nazzaro, Chiaravalle                        | 37 | 30 | 13 | 11 | 6  | 38 | 19 | +19 |
|  | 5.   | U.S. Metaurense, Calcinelli di Saltara                  | 35 | 30 | 14 | 7  | 9  | 41 | 35 | +6  |
|  | 6.   | U.S. Pergolese, Pergola                                 | 35 | 30 | 12 | 11 | 7  | 25 | 21 | +4  |
|  | 7.   | A.S.C. Urbino, Urbino                                   | 30 | 30 | 11 | 8  | 11 | 34 | 30 | +4  |
|  | 8.   | Pol. Gradara, Gradara                                   | 29 | 30 | 7  | 15 | 8  | 24 | 29 | -5  |
|  | 9.   | U.S. Filottranese, Filottrano                           | 27 | 30 | 9  | 9  | 12 | 28 | 33 | -5  |
|  | 10.  | S.S. Real Montecchio, Montecchio di S.Angelo in Lizzola | 27 | 30 | 6  | 15 | 9  | 20 | 31 | -11 |
|  | 11.  | U.S. Olimpia Marzocca, Marzocca di Senigallia           | 25 | 30 | 9  | 7  | 14 | 30 | 37 | -7  |
|  | 12.  | A.P. Agugliano, Agugliano                               | 24 | 30 | 7  | 10 | 13 | 23 | 34 | -11 |
|  | 13.  | Pol. Cagliese, Cagli                                    | 23 | 30 | 5  | 13 | 12 | 26 | 33 | -7  |
|  | 14.  | Pol. Gabicce Mare, Gabicce Mare                         | 22 | 30 | 7  | 8  | 15 | 28 | 43 | -15 |
|  | 15.  | A.C. Gallo Petriano, Gallo di Petriano                  | 20 | 30 | 4  | 12 | 14 | 20 | 43 | -23 |
|  | 16.  | A.S. Cupramontana, Cupramontana                         | 14 | 30 | 2  | 10 | 18 | 15 | 56 | -41 |

Verdetti
- Vadese promosso in Interregionale.
- Cupramontana retrocesso in Prima Categoria.

## Girone B

### Classifica finale
|  | Pos. | Squadra                                    | Pt | G  | V  | N  | P  | GF | GS | DR  |
|  | ---- | ------------------------------------------ | -- | -- | -- | -- | -- | -- | -- | --- |
|  | 1.   | S.S.C. Porto Sant'Elpidio, Porto S.Elpidio | 46 | 30 | 19 | 8  | 3  | 42 | 10 | +32 |
|  | 2.   | U.S. Tolentino, Tolentino (-2)             | 43 | 30 | 17 | 11 | 2  | 49 | 22 | +27 |
|  | 3.   | S.S.Corridonia, Corridonia                 | 41 | 30 | 16 | 9  | 5  | 36 | 15 | +21 |
|  | 4.   | U.S. Cascinare, Sant'Elpidio a Mare        | 38 | 30 | 13 | 12 | 5  | 43 | 26 | +17 |
|  | 5.   | G.S. Castelfidardo, Castelfidardo          | 37 | 30 | 14 | 9  | 7  | 40 | 19 | +21 |
|  | 6.   | Civitanova Calcio, Civitanova Marche       | 34 | 30 | 10 | 14 | 6  | 24 | 19 | +5  |
|  | 7.   | U.S. Sangiorgese, Porto San Giorgio        | 32 | 30 | 12 | 8  | 10 | 33 | 30 | +3  |
|  | 8.   | A.C. Sangiustese, Monte San Giusto         | 30 | 30 | 9  | 12 | 9  | 23 | 25 | -2  |
|  | 9.   | S.S. Settempeda, S.Severni Marche          | 28 | 30 | 10 | 8  | 12 | 28 | 35 | -7  |
|  | 10.  | A.S. Camerano, Camerano                    | 24 | 30 | 6  | 12 | 12 | 19 | 27 | -8  |
|  | 11.  | A.S. Casette D'Ete, Casette D'Ete          | 23 | 30 | 3  | 17 | 10 | 14 | 33 | -19 |
|  | 12.  | U.S. Recanatese, Recanati (-2)             | 22 | 30 | 5  | 14 | 11 | 19 | 25 | -6  |
|  | 13.  | Pol. Grottese, Grottazzolina               | 22 | 30 | 6  | 10 | 14 | 21 | 32 | -11 |
|  | 14.  | A.S. Elettrocarbonium, Ascoli Piceno       | 21 | 30 | 5  | 11 | 14 | 22 | 36 | -14 |
|  | 15.  | A.S. Amandola, Amandola                    | 20 | 30 | 3  | 14 | 13 | 14 | 40 | -26 |
|  | 16.  | S.S. Portorecanati, Porto Recanati         | 15 | 30 | 3  | 9  | 18 | 19 | 52 | -33 |

Verdetti
- Porto Sant'Elpidio promosso in Interregionale.
- Sangiorgese è successivamente ammesso in Interregionale a completamento organici.
- Portorecanati retrocesso in Prima Categoria.